# (11212) Tebbutt
(11212) Tebbutt ist ein Asteroid des inneren Hauptgürtels, der am 18. April 1999 vom australischen Amateurastronomen Frank B. Zoltowski an seiner privaten Sternwarte in Woomera bei einer Helligkeit von 16,2 mag entdeckt wurde. Nachträglich konnte der Asteroid bereits auf Aufnahmen nachgewiesen werden, die am 22. Oktober 1976 am Kiso-Observatorium in Japan, sowie 1978, 1997 und sogar noch wenige Tage vor Zoltowskis Entdeckung 1999 an weiteren Observatorien in der Sowjetunion, den Vereinigten Staaten und China gemacht worden waren.
Der Asteroid wurde am 13. Oktober 2000 nach dem australischen Astronomen John Tebbutt (1834–1916) benannt, dem ersten Präsidenten der Abteilung New South Wales der British Astronomical Association. Er war ein eifriger Beobachter zahlreicher Kometen, insbesondere der beiden Großen Kometen von 1861 und 1881, sowie des Venustransits von 1874 gewesen.

## Wissenschaftliche Auswertung
Eine Auswertung von Beobachtungen durch das Projekt NEOWISE im nahen Infrarot führte 2011 zu vorläufigen Werten für den Durchmesser und die Albedo im sichtbaren Bereich von 3,3 km bzw. 0,24.